# Les Pintades à New York
 (mai 2024).
Si vous disposez d'ouvrages ou d'articles de référence ou si vous connaissez des sites web de qualité traitant du thème abordé ici, merci de compléter l'article en donnant les références utiles à sa vérifiabilité et en les liant à la section « Notes et références ».
Les Pintades à New York est le premier guide touristique écrit par deux journalistes françaises, Layla Demay et Laure Watrin.

## Résumé
Les Pintades à New York est un recueil de chroniques journalistiques et de bonnes adresses new-yorkaises. L'ouvrage dépeint les modes de vie des New-Yorkaises. Il recense environ 200 adresses d'établissements américains.

## Chapitres
- La beauté : pintade jusqu'au bout des griffes[1]
- Forme : un oiseau qui a la bougeotte[1]
- Le dating de la basse-cour[1]
- Quand les pintades s'envoient en l'air[1]
- Les pintadeaux[1]
- Les animaux de la pintade[1]
- Un volatile sociable[1]
- Un oiseau pas domestique[1]
- Shopping : le plumage de la pintade[1]
- Brochette de pintades[1]
- Conclusion[1]
- Les adresses des pintades[1]

## Ce titre dans d'autres formats et éditions
- 1 titre publié aux Éditions Jacob-Duvernet :
  - Layla Demay et Laure Watrin (ill. Sophie Bouxom), Les Pintades à New York : Chroniques de la vie des New-Yorkaises, Paris, Jacob-Duvernet, coll. « Les Pintades à », 21 septembre 2004, 1re éd., 200 p., 15,5 cm × 24 cm × 2 cm, couverture couleur, broché (ISBN 2-84724-075-6 et 978-2-84724-075-7, lire en ligne)
  - Layla Demay et Laure Watrin (ill. Sophie Bouxom), Les Pintades à New York : Chroniques de la vie des New-Yorkaises, Paris, Jacob-Duvernet, coll. « Les Pintades à », 4 février 2008, 2e éd., 214 p., 15 cm × 24 cm × 1,5 cm, couverture couleur, broché (ISBN 978-2-84724-184-6 et 2-84724-184-1, lire en ligne)

- 1 titre publié aux Éditions Le Livre de poche :
  - Layla Demay et Laure Watrin (ill. Sophie Bouxom), Les Pintades à New York : Chronique de la vie des New-Yorkaises, leurs adresses, leurs bons plans, Paris, LGF/Le Livre de poche, coll. « Le Livre de poche », 5 mars 2008, 1re éd., 317 p., 11 cm × 18 cm × 1,5 cm, couverture couleur, broché (ISBN 978-2-253-08485-3 et 2-253-08485-9, lire en ligne)